# Sabre
A Sabre könnyűharckocsi a CVR (Combat Vehicle Reconnaissance, Harci Felderítő Jármű) család tagja a Brit Szárazföldi Erők alkalmazásában. A jármű a Fox felderítő jármű tornyának és a FV101 Scorpion harckocsi testének házasításából jött létre.
Ez a hibrid változat a lehető legolcsóbb megoldás az FV107 Scimitarhoz hasonló jármű gyártására, de kevéssé alacsonyabb profilú toronnyal. A Sabre 1995-ben állt szolgálatba. A Fox tornyán végzett módosításként ködgránátvetőket szereltek a toronyra és egy L94A1 géppuskával váltották fel a standard 7,62 mm-es géppuskát, élőerő elleni használatra.
A Sabre-t 2004-ben kivonták a Brit Szárazföldi Erők kötelékéből.